# Tabanus gertrudae
Tabanus gertrudae är en tvåvingeart som beskrevs av Philip 1960. Tabanus gertrudae ingår i släktet Tabanus och familjen bromsar. Inga underarter finns listade i Catalogue of Life.